# مختبر بروكهافن الوطني

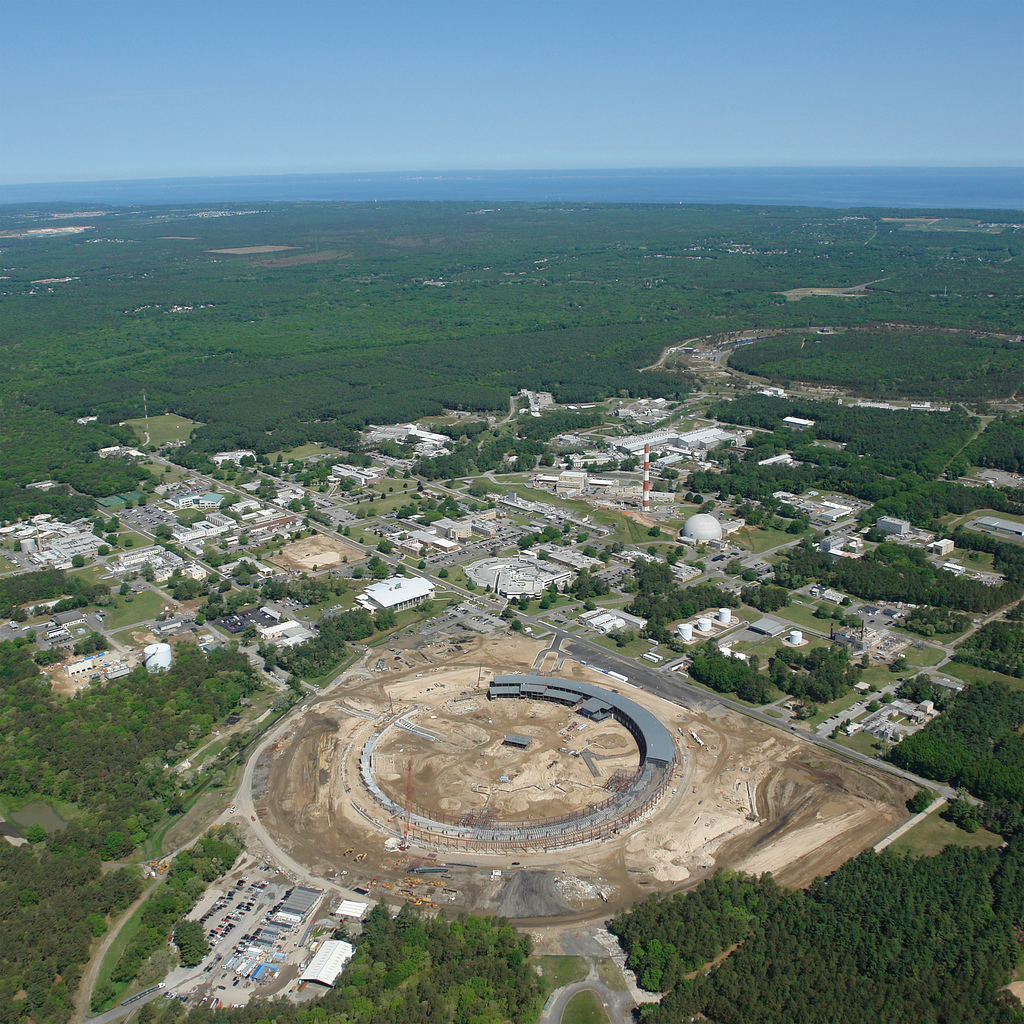
موقع مختبر بروكهافن الوطني 2010: في المقدمة ، "National Synchrotron Light Source II" ، الذي كان قيد الإنشاء في ذلك الوقت ، و" المصادم الأيوني الثقيل النسبي " في أعلى اليمين ، بين عدة مرافق البحث مثل "مفاعل جرافيت للبحوث النووية" و "ومفاعل فيض التدفق الشديد" (باتجاه الشمال الغربي)

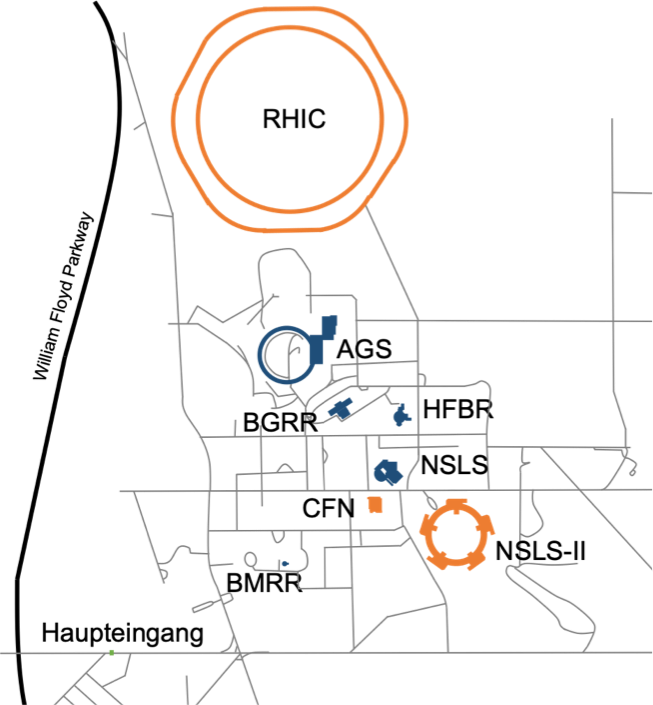
خريطة منشآت البحوث في مركز البحوث الكبير BNL. المنشآت البرتقالية لا زالت تعمل, والمنشآت الزرقاء توقف العمل فيها.

مختبر بروكهافن الوطني (بالإنجليزية: Brookhaven National Laboratory أو مختصرا BNL)
هو واحد من أكبر عشرة مراكز للبحوث تعمل بالولايات المتحدة الأمريكية (قامت بإنشائها الحكومة الأمريكية، وزارة الطاقة). يوجد المركز في مدينة أبتون، بروكهافن على جزيرة لونغ آيلاند في ولاية نيويورك.
أنشيء مركز البحوث في عام 1947 على موقع «كامب أبتون» أحد القواعد القديمة للجيش الأمريكي. وكان ينتمي في البدء إل هيئة الظاقة الذرية للولايات المتحدة، ويتبع الآن خليفتها «وزارة الطاقة». يعمل بمركز الأبحاث نحو 3000 من العلميين والخبراء، ومهندسين وتقنيين. يأتي إليه كل عام نحو 4000 فيزيائي زائر لتبادل المعرفة والتدريب.

## نطاقات البحث العلمي للمختبر

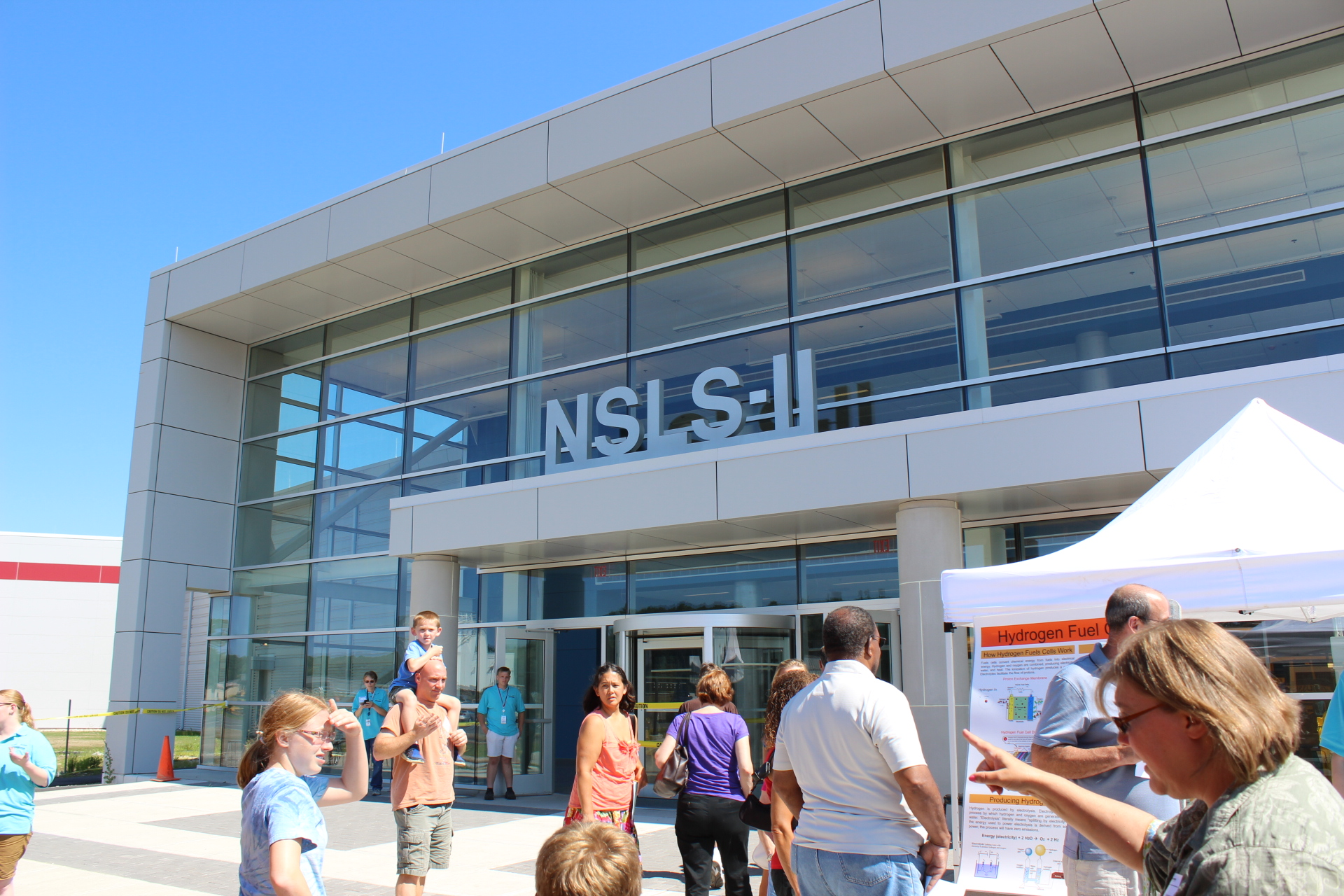
مدخل مبنى السيكلوترون الوطني Light Source II facility يوم 22 يوليو 2012 أثناء زيارة الجمهور.

بالإضافة إلى بحوث المواد النانومترية يبحث المركز بصفة خاصة في مجالات البحوث الفيزياء النووية و علوم الطاقة والتكنولوجيا و فيزياء الجسيمات الأولية وكذلك في بحوث البيولوجيا الجزيئية، وبحوث البيئة ؛ وأبحاث تتعلق بـ معاهدة الحد من انتشار الأسلحة النووية.
حصل 7 من الباحثين فيه على جوائز نوبل على مر السنين .
وللقيام بتلك الهداف توجد في المركز عدة مختبرات كبيرة:
- مصادم ايونات ثقيلة بسرعات النسبية (RHIC),
- سيكلوترون متغير التدرج (AGS)
- سيكلوترون آخر للتجارب،
- عدد 2 سيكلوترون لإنتاج مواد مشعة، يمكن اسخدامها في الطب.

أدت الاكتشافات التي تمت في مختبر بروكهافن الوطني إلى الحصول على 6 جوائز نوبل في الفيزياء. من ضمنها المجموعة العلمية التي تعمل تحت إشراف العالم الفيزيائي صمويل تينج.
باكتشاف الميزون J/ψ-Meson في عام 1974 الذي أدى أشار إلى وجود كوارك-شارم، ذلك الاكتشاف الذي حصل «تينج» عليه جائزة نوبل في الفيزياء في عام 1976 . إذ تبين أن البروتون والنيوترون أيضا يتكونان من جسيمات أصغر هي الكواركات.

## مساهمات مع مختبرات أخرى عالمية
يشترك مختبر بروكهافن الوطني خارج أمريكا في تجربة أطلس، وهي واحدة من أربعة تجارب كبيرة نصبت على مصادم الهدرونات الكبير. ويعمل مصادم الهادرونات بالقرب من جنيف في سويسرا.4
كما أن المختبر يشترك في تصميم حلقة المركم SNS الخاصة مصدر التشظي النيوتروني في أوك ريدج تنيسي.

## التاريخ

### التأسيس
بعد الحرب العالمية الثانية ، تم إنشاء هيئة الطاقة الذرية الأمريكية لدعم أبحاث وقت السلم التي ترعاها الحكومة حول الطاقة الذرية. تم تعزيز جهود بناء مفاعل نووي في الشمال الشرقي الأمريكي إلى حد كبير من قبل الفيزيائيين [إيزيدور إسحاق رابي] و [نورمان فوستر رامزي جونيور] ، الذين شهدوا أثناء الحرب العديد من زملائهم في جامعة كولومبيا غادر إلى مواقع بحثية جديدة بعد مغادرتهم مشروع مانهاتن . وقد تنافست جهودهم لإنشاء هذا المفاعل بالقرب من مدينة نيويورك بجهد مماثل في معهد ماساتشوستس للتكنولوجيا لإنشاء منشأة بالقرب من بوسطن . سرعان ما تم التماس المشاركة من ممثلي الجامعات الشمالية الشرقية في جنوب وغرب مدينة نيويورك بحيث تكون هذه المدينة في مركزهم الجغرافي. في مارس 1946 ، تم إنشاء مؤسسة غير ربحية تتألف من ممثلين من تسع جامعات بحثية كبرى - كولومبيا ، كورنيل ، هارفارد ، Johns Hopkins ، MIT ، برينستون ، جامعة بنسلفانيا ، جامعة روتشستر ، جامعة ييل.

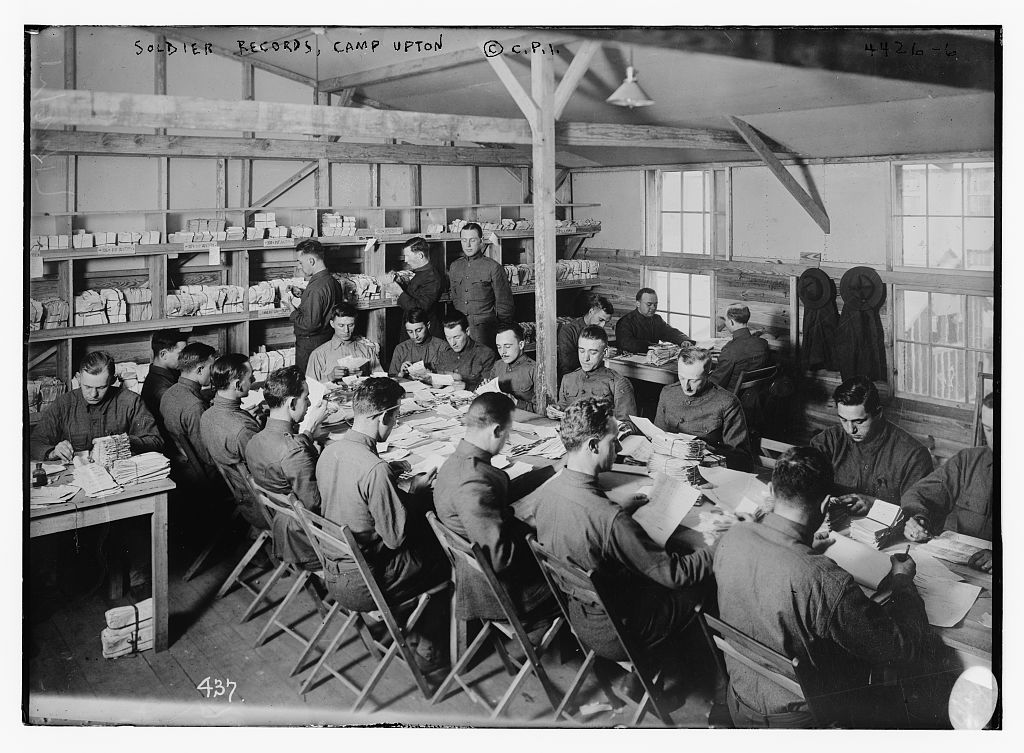
الجنود أثناء الحرب العالمية الأولى في موقع كامب أبتون ، والذي تم تغيير الغرض منه في عام 1947 ليصبح BNL.

من بين 17 موقعًا تم بحثها في منطقة بوسطن-واشنطن ، تم اختيار كامب أبتون في لونغ آيلاند في النهاية على أنها الأكثر ملاءمةً من حيث المساحة والنقل والتوافر. كان المعسكر مركزًا لتدريب الجيش الأمريكي خلال الحرب العالمية الأولى والحرب العالمية الثانية. بعد الحرب الأخيرة ، لم يعد معسكر أبتون ضروريًا وأصبح متاحًا لإعادة الاستخدام. تم وضع خطة لتحويل المعسكر العسكري إلى منشأة بحثية.
في 21 مارس 1947 ، تم نقل موقع كامب أبتون رسميًا من الولايات المتحدة، من وزارة الحرب إلى لجنة الطاقة الذرية الأمريكية الجديدة (AEC) ، التي سبقت وزارة الطاقة .

### الأبحاث والمرافق

#### تاريخ المفاعل
في عام 1947 بدأ بناء أول مفاعل نووي في بروكهافن ، مفاعل جرافيت بروكهافن للبحوث. كان هذا المفاعل ، الذي افتتح في عام 1950 ، أول مفاعل يتم بناؤه في الولايات المتحدة بعد الحرب العالمية الثانية. تم تشغيل "مفاعل شعاع التدفق الشديد" من عام 1965 إلى عام 1999. في عام 1959 ، بنى بروكهافن أول مفاعل أمريكي مصمم خصيصًا للبحث الطبي ، مفاعل بروكهافن للأبحاث الطبية ، والذي كان يعمل حتى عام 2000.

### سجل المسرع

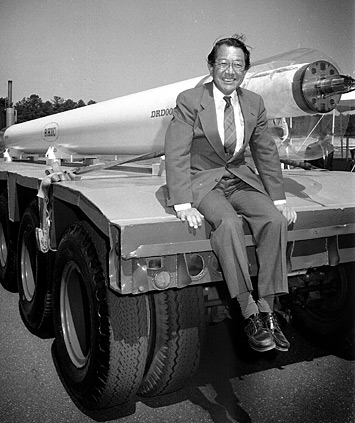
Satoshi Ozaki تم طرحه بمغناطيس لـ مصادم الأيونات الثقيل النسبي في عام 1991

في عام 1952 ، بدأت شركة بروكهافن في استخدام معجل جسيمات ، وهو Cosmotron. في ذلك الوقت ، كان كزسموترون أعلى معجل للطاقة في العالم ، حيث كان أول من ينقل أكثر من 1 إلكترون فولت (جيجا إلكترون فولط) من الطاقة إلى الجسيم. تقاعد الكوسموترون في عام 1966 ، بعد أن تم استبداله في عام 1960 بواسطة بـ سنكروترون التدرج بالتناوب (AGS). تم استخدام هذا السنكروترون في البحث الذي نتج عنه 3 جائزة نوبل ، بما في ذلك اكتشاف ميوون نيترينو وكوارك ساحر وخرق تناظر الشحنة والسوية.
في عام 1970 في BNL بدأ مشروع ISABELLE لتطوير وبناء حلقتين تخزين متقاطعتين للبروتون. كان وضع حجر الأساس للمشروع في أكتوبر 1978. في عام 1981 ، مع حفر نفق المسرع بالفعل ، أدت المشكلات المتعلقة بالمغناطيسات فائقة التوصيل اللازمة لمسرع ISABELLE إلى توقف المشروع ، وتم إلغاء المشروع في النهاية في عام 1983.
تم تشغيل مصدر ضوء السنكروترون الوطني من عام 1982 إلى عام 2014 وشارك في اكتشافين حائزين على جائزة نوبل. منذ ذلك الحين تم استبداله بـ مصدر ضوء السنكروترون الوطني II.
بعد إلغاء مشروع ISABELLE، اقترح الفيزيائي في مختبر بروكهافن الوطني BNL أن يتم استخدام النفق المحفور وأجزاء من مجموعة المغناطيسات في مسرّع آخر. في عام 1984 ، تم طرح الاقتراح الأول للمُسرِّع المعروف الآن باسم مصادم الأيونات الثقيل النسبي (RHIC). تم تمويل البناء في عام 1991 وتم تشغيل RHIC منذ عام 2000. أحد مصادمي الأيونات الثقيلة الوحيدين في العالم ، RHIC هو اعتبارًا من عام 2010 ثاني أعلى مصادم للطاقة بعد مصادم الهادرونات الكبير. يقع RHIC في نفق بطول 2.4 ميل (3.9 كيلومتر) ويمكن رؤيته من الفضاء.
في 9 يناير 2020 ، أعلن بول دبار ، وكيل وزارة الطاقة الأمريكية ، مكتب العلوم ، أن تصميم BNL eRHIC قد تم اختياره بدلاً من التصميم المفاهيمي الذي قدمه توماس جيفرسون National Accelerator Facility باعتباره الإلكترون المستقبلي. مصادم (EIC) في الولايات المتحدة. بالإضافة إلى اختيار الموقع ، تم الإعلان عن حصول BNL EIC على قرص CD-0 (حاجة المهمة) من وزارة الطاقة. يقترح تصميم eRHIC الخاص بـ BNL ترقية مصادم الأيونات الثقيل النسبي الحالي ، والذي يصطدم بشعاع الضوء بالأيونات الثقيلة بما في ذلك البروتونات المستقطبة ، مع منشأة إلكترونية مستقطبة ، ليتم وضعها في نفس النفق.

## اكتشافات أخرى
في عام 1958 ، ابتكر علماء بروكهافن واحدة من أولى ألعاب الفيديو في العالم ، التنس لشخصين. [16] [17]

## اقرا أيضا
- مصادم ايونات ثقيلة بسرعات النسبية
- فيرميلاب
- لولب مركب للميونات
- سيكلوترون
- معجل خطي
- مسرع دوراني تزامني
- مطياف زمن الطيران
- مصدر ضوء السنكروترون الوطني II